# Jiddis Művész Színház
A Jiddis Művész Színház 1918-ban Maurice Schwartz színész-impresszárió által alapított színház volt a 20. századi New Yorkban. A társulat jiddis drámákat, vígjátékokat, ill. a világirodalomból jiddisre fordított műveket adott elő.

## Története
Schwartz társulata az 1918. augusztus 30-i bemutatkozó előadásán a manhattani Union Square-en álló Irving Place Színházban lépett fel. Három évadon át játszottak itt, majd az 1921/1922-es színházi évad elejére a Madison Avenue és a 27. utca sarkán lévő Garden Theatre-be költöztek, ahol a következő négy évadig, 1925 tavaszáig maradtak. Ebben az időben, a Garden Theatre-ben való fellépéseik során vették fel a Jiddis Művész Színház nevet. Ezekben a kezdeti években olyan jelentős írók műveit mutatták be mint Leonyid Andrejev, Salomon Anski, Sólem Aléchem, Jacob Gordin, Makszim Gorkij, Peretz Hirschbein, David Pinski, Arthur Schnitzler, George Bernard Shaw és Oscar Wilde.

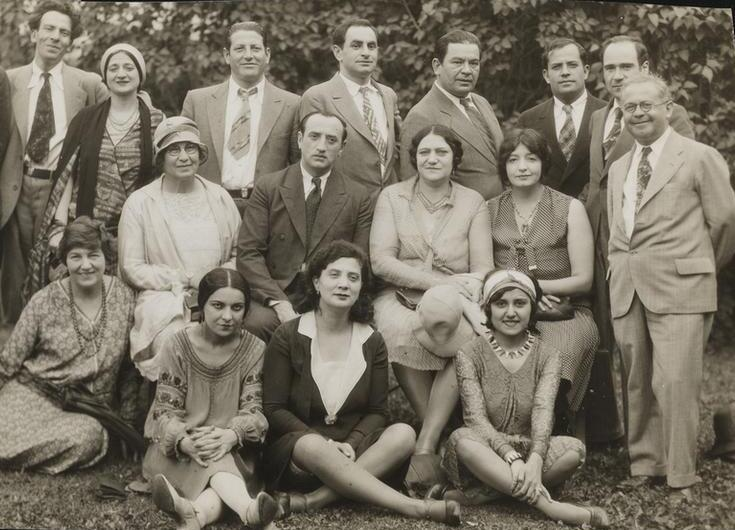
Berta Gersten és a Jiddis Művész Színház társulata Londonban, 1935-ben

Mivel a Garden Theatre-t lebontásra ítélték, így a Jiddis Művész Színház továbbköltözött 1925-ben rövid időre a 44. utcában levő Nora Bayes Theater-be, míg 1925–1926 között fel nem épült saját otthonuk, a Jiddis színházi negyed szívében, a Második sugárúton álló, neomór stílusú színházépületük. Új otthonukat a zsidó közösség jelentős vezetőjének, Louis Jaffe-nek köszönhették. Maurice Schwartz irányításával nagy sikerű előadásokat tartottak, pl. a "Yoshe Kalb" produkció 300 előadást élt meg.
A Jiddis Művész Színház az alapítástól számítva körülbelül 32 évig működött, végül a társulat 1950-ben feloszlott. Ez idő alatt a jiddis, az európai és az angol színházművészet klasszikusait adták elő, Sólem Aléchem műveitől William Shakespeare-ig.